# Scierie Lajus
Pour les articles homonymes, voir Lajus.
La scierie Lajus est une scierie située à Celles-sur-Plaine, dans le département des Vosges en région Grand Est.

## Histoire
Dans sa globalité couverte de tuiles mécaniques et comprenant une maison d’habitation en moellon hourdis à la chaux avec une scierie qui contient un hangar de bois sur sous-sol de moellons, la scierie domaniale de Lajus est signalée dès 1751 sur la carte de la principauté de Salm-Salm.
Elle est rapportée sur les plans cadastraux de 1809 et 1846, ainsi qu'à la fin du XIXe siècle dans les règlements de droits d'eau des Eaux et Forêts. L’édifice a ensuite été agrandi en 1891, et des rénovations régulières ont été réalisées sur les éléments en bois de la roue ayant une durée de vie d’environ 15 ans.
Le 23 septembre 1870 la scierie se trouva au centre de combats entre troupes prussiennes et françaises, ces dernières étant composées de compagnies des Mobiles de la Meurthe,. Un monument commémoratif, érigé en 1900 à proximité du bâtiment, rappelle cet épisode de la guerre franco-allemande de 1870.
Ce bâtiment est par ailleurs inscrit, avec ses installations mécaniques, au titre des monuments historiques par arrêté du 7 mai 1982.

## Description
Un bief de dérivation sur la Plaine alimente la roue verticale par le dessous avec une transmission depuis la roue par engrenages par un haut-fer à bielle manivelle.
La roue hydraulique par le dessous est constituée d’un axe en acier et de deux moyeux rapportés en fonte, elle dispose d’un diamètre de près de 4 mètres et comporte sur sa périphérie des pales planes en bois non jointives. Ses rayons et sa circonférence sont en chêne.

Vues historiques.
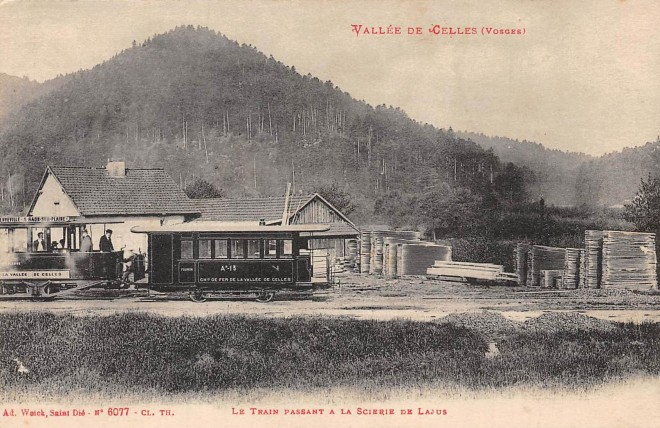
Le train passant à la scierie (photographie Adolphe Weick).
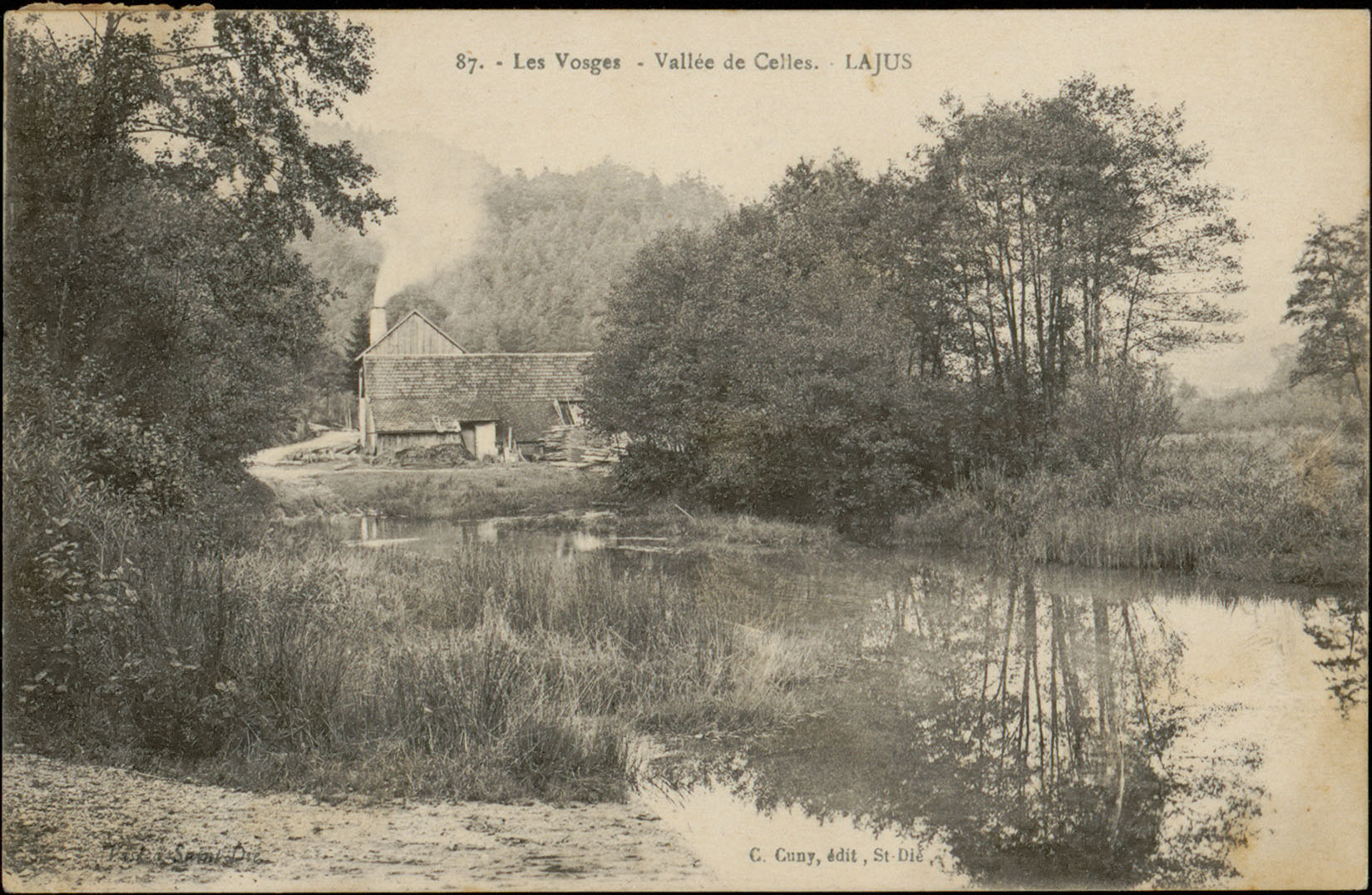
La scierie entre 1880 et 1945.